# Jacques Favre de Thierrens
Jean-Paul Jacques Favre de Thierrens (Nimes, 18 de febrero de 1895 - París, 17 de octubre de 1973) fue un militar que destacó como aviador durante la Primera Guerra Mundial y un pintor francés.

## Biografía
Estudió bellas artes pero apenas pudo dedicarse a ello ya que le sorprendió la Primera Guerra Mundial y fue llamado a filas. Formó parte del Ejército del aire primero realizando vuelos de reconocimiento y posteriormente entrando en combate. En esta última faceta se le reconocen hasta seis victorias (una séptima no fue homologada como tal).
Durante la Segunda Guerra Mundial fue oficial de la inteligencia militar y tuvo bajo sus órdenes, desde 1942 al joven François Mitterand al que le encargó rellenar falsas fichas para entorpecer la ocupación nazi. 
Superada su etapa militar en 1953 empezó a ejercer como pintor. Su primera exposición tuvo lugar en 1955. Siguió pintando hasta que en 1971 problemas de visión le obligaron a abandonar su labor artística. 